# Bevan Docherty
Bevan John Docherty (Taupo, 29 de marzo de 1977) es un deportista neozelandés que compitió en triatlón. 
Participó en tres Juegos Olímpicos de Verano, entre los años 2004 y 2012, obteniendo en total dos medallas: plata en Atenas 2004 y bronce en Pekín 2008, ambas en la prueba masculina individual.
Ganó dos medallas en el Campeonato Mundial de Triatlón, oro en 2004 y plata en 2008, y dos medallas en el Campeonato de Oceanía de Triatlón, plata en 2008 y bronce en 2007. Además, obtuvo una medalla de bronce en el Campeonato Mundial de Ironman 70.3 de 2012.

## Palmarés internacional
| Juegos Olímpicos      | Juegos Olímpicos           | Juegos Olímpicos  | Juegos Olímpicos |
| Año                   | Lugar                      | Medalla           | Prueba           |
| --------------------- | -------------------------- | ----------------- | ---------------- |
| 2004                  | Atenas (Grecia)            | Medalla de plata  | Individual       |
| 2008                  | Pekín (China)              | Medalla de bronce | Individual       |
| Campeonato Mundial    |                            |                   |                  |
| Año                   | Lugar                      | Medalla           | Prueba           |
| 2004                  | Funchal (Portugal)         | Medalla de oro    | Individual       |
| 2008                  | Vancouver (Canadá)         | Medalla de plata  | Individual       |
| Campeonato de Oceanía |                            |                   |                  |
| Año                   | Lugar                      | Medalla           | Prueba           |
| 2007                  | Geelong (Australia)        | Medalla de bronce | Individual       |
| 2008                  | Wellington (Nueva Zelanda) | Medalla de plata  | Individual       |

| Campeonato Mundial | Campeonato Mundial         | Campeonato Mundial | Campeonato Mundial |
| Año                | Lugar                      | Medalla            | Prueba             |
| ------------------ | -------------------------- | ------------------ | ------------------ |
| 2012               | Henderson (Estados Unidos) | Medalla de bronce  | Individual         |